# Rắn hổ mang Phục Hy
Rắn hổ mang Phục Hy (Naja fuxi) là một loài rắn hổ mang độc, đặc hữu của khu vực Đông Nam Á. Loài này từng được xem là một phần của loài rắn hổ mang một mắt kính (Naja kaouthia) cho đến khi được tách thành loài riêng thông qua các nghiên cứu di truyền vào năm 2022.

## Phân loại
N. fuxi thuộc chi Rắn hổ mang trong họ Rắn hổ. Do những khác biệt và biến thể về hoa văn và kiểu vảy, chúng được tách ra thành loài riêng từ một bài báo khoa học năm 2022 trình bày chi tiết những nét khác biệt giữa các loài rắn hổ mang châu Á. Cái tên Phục Hy có nguồn gốc từ Phục Hy (伏羲), một trong những tổ tiên của loài người trong Thần thoại Trung Hoa cổ đại, thường là một hình tượng nửa người nửa rắn.

## Mô tả
Rắn hổ mang Phục Hy là loài có kích thước trung bình, với chiều dài cơ thể khi trưởng thành là 69–137 cm (27–54 in). Tương tự với loài hổ mang một mắt kính, chúng có một mắt kính lớn ở sau đầu. Màu sắc chủ đạo là màu nâu, với các sắc thái và độ đậm nhạt khác nhau dọc theo chiều dài cơ thể. Các cá thể con non hoặc những con rắn nhỏ thường có màu đậm hơn ở phần lưng và bụng so với những con có kích thước lớn. Tuy nhiên, chúng cũng có thể được phân biệt với loài hổ mang một mắt kính bởi các dải chéo hẹp đều đặn ở vùng giữa đến vùng sau của vảy lưng và bề lưng của chiếc đuôi cũng có các viền sẫm màu.

### Kiểu vảy
Rắn hổ mang Phục Hy có 190 vảy bụng, 2 vảy trước bụng và 50 chiếc vảy dưới đuôi xếp thành cặp thuôn nhọn nhỏ dần từ đầu đến đuôi. Giống như những con hổ mang một mắt kính, chúng có phần lưng nhẵn trơn, với 20 hàng vảy ở cổ và giữa cơ thể và 15 hàng vảy cách vùng hốc hậu môn khoảng độ dài bằng một đầu rắn.

## Tập tính, hành vi
Chúng có thực đơn đa dạng bao gồm các loại lưỡng cư, rắn nhỏ, chim và động vật có vú nhỏ, và đã được báo cáo từng xâm nhập vào nơi ở của con người ở tỉnh Vân Nam để bắt gà con. Một số cá thể được tìm thấy trú ẩn trong các tổ mối bị bỏ hoang trong mùa đông ở huyện tự trị Mạnh Liên.

## Phân bố và sinh cảnh
Rắn hổ mang Phục Hy đã được tìm thấy ở các vùng nhiệt đới và cận nhiệt đới phía tây nam Trung Quốc, ở độ cao từ 1.000–1.400 m (3.300–4.600 ft), và có khả năng được tìm thấy ở các khu vực lân cận bao gồm phía bắc của Myanmar, Lào, Thái Lan và Việt Nam. Chúng có vẻ thích cư trú ở những sườn dốc thoải ở những khu rừng mở hoặc bìa rừng.

## Nọc độc
Không có nhiều thông tin về nọc độc của loài này. Răng nanh của chúng ngắn và chắc, giống như các loài rắn hổ mang khác, cũng không có khác biệt về chức năng phun nọc. Đây là một loài hung dữ và là một trong những nguyên nhân quan trọng gây ra các trường hợp rắn cắn ở châu tự trị Tây Song Bản Nạp, tỉnh Vân Nam từ năm 2007 đến năm 2014.